# Siris (Jénine)
Pour les articles homonymes, voir Siris.
Siris, en arabe : سيريس, est un village du gouvernorat de Jénine en Palestine, dans le nord de la Cisjordanie. Il est situé à 32 kilomètres au sud de Jénine. Selon le recensement du Bureau central palestinien des statistiques, la localité compte une population de 6 020 habitants en 2017.